# 北畠教真
北畠 教真（きたばたけ きょうしん、1904年8月18日 - 1969年2月14日）は、浄土真宗本願寺派の僧侶、政治家、参議院議員（2期）。

## 経歴
福岡県出身。1928年に龍谷大学文学部を卒業後、ベルリン大学とライプツィヒ大学に留学。山形県天童市の善行寺住職を継承した後に本願寺派の社会部長、教育部長、総務部長を歴任。築地本願寺輪番ならびにあそか病院長、津村別院輪番、宗会議長、全日本仏教会事務総長なども務めた。1954年のビルマにおける世界仏教徒会議では日本代表となった。
1956年の第4回参議院議員通常選挙に全国区から無所属で立候補したが落選した。第5回、第7回の参議選に自由民主党から全国区で立候補し当選。行政管理庁政務次官、党副幹事長を務めた。文教系議員であり、平城京跡の国による買い上げを推進した。1963年にはベオグラードでの第52回列国議会同盟会議に出席。
1969年2月14日死去、64歳。死没日をもって勲二等瑞宝章追贈、従四位に叙される。同月26日の参議院本会議では日本社会党の小林武が追悼演説した。

## エピソード
趣味は歌唱で、童謡『月の沙漠』を歌って涙するような情緒豊かな面があった。一方、柔道8段（講道館）の腕前でもあり、「北畠教真か、石黒敬七か」と並び称された。